# چالیش
چالیش (به ازبکی: Cholish) یک منطقهٔ مسکونی در ازبکستان است که در شهرستان اورگنج واقع شده‌است. چالیش ۵٬۶۰۰ نفر جمعیت دارد.